# Deinocheilos
Deinocheilos é um género botânico pertencente à família Gesneriaceae.

## Espécies
- Deinocheilos jiangxiense
- Deinocheilos sichuanense

## Nome e referências
Deinocheilos W.T.Wang